# Вестерфельд, Сандер
Са́ндер Ве́стерфельд (нидерл. Sander Westerveld, МФА: [ˈsɑndər ˈʋɛstərvɛlt]; род. 23 октября 1974, Энсхеде, Оверэйссел) — нидерландский футболист, вратарь, известный по выступлениям за «Твенте», «Ливерпуль» и «Реал Сосьедад», в настоящее время тренер вратарей «Аякса» из Кейптауна.

## Карьера
Сандер более всего известен по выступлениям за «Ливерпуль», с которым он в 2001 году выиграл пять трофеев — Кубок УЕФА, Кубок Англии, Кубок Лиги, Суперкубок УЕФА и Суперкубок Англии. Несмотря на то, что Вестерфельд помог клубу добиться таких успехов, он подвергался постоянной критике со стороны болельщиков и прессы, и причиной тому были регулярные ошибки вратаря, которые приводили к пропущенным мячам.
«Последней каплей» стала его ошибка в матче против «Болтон Уондерерс» в самом начале сезона 2001/2002 годов. В результате, в последний день летнего трансферного окна тренер «Ливерпуля» Жерар Улье приобрёл сразу двух новых вратарей — поляка Ежи Дудека (который позднее стал героем финала Лиги чемпионов в Стамбуле) и склонного к получению травм, но молодого и перспективного Криса Киркланда, а Вестерфельд вскоре был продан в «Реал Сосьедад», с которым два года спустя он стал вице-чемпионом Испании и принял участие в розыгрыше Лиги чемпионов.
Позднее Сандер вернулся в Англию, где с переменным успехом выступал за «Портсмут» Алена Перрена и Гарри Реднаппа и некоторое время провёл в аренде в испытывавшем кризис с вратарями «Эвертоне», в составе которого провёл лишь два матча. Последним на данный момент клубом Вестерфельда стала роттердамская «Спарта» — за него Вестерфельд отыграл один сезон, а в мае 2008 года было объявлено о том, что он покидает команду.

## Статистика

### Матчи Вестерфельда за сборную Нидерландов
| Матчи Вестерфельда за сборную Нидерландов | Матчи Вестерфельда за сборную Нидерландов | Матчи Вестерфельда за сборную Нидерландов | Матчи Вестерфельда за сборную Нидерландов | Матчи Вестерфельда за сборную Нидерландов | Матчи Вестерфельда за сборную Нидерландов |
| ----------------------------------------- | ----------------------------------------- | ----------------------------------------- | ----------------------------------------- | ----------------------------------------- | ----------------------------------------- |
| №                                         | Дата                                      | Соперник                                  | Счёт                                      | Пропущено голов                           | Соревнование                              |
| 1                                         | 8 июня 1999                               | Бразилия                                  | 1:3                                       | 3                                         | Товарищеский матч                         |
| 2                                         | 29 марта 2000                             | Бельгия                                   | 2:2                                       | 2                                         | Товарищеский матч                         |
| 3                                         | 16 июня 2000                              | Дания                                     | 3:0                                       | —                                         | Чемпионат Европы 2000                     |
| 4                                         | 21 июня 2000                              | Франция                                   | 3:2                                       | 2                                         | Чемпионат Европы 2000                     |
| 5                                         | 25 июня 2000                              | Югославия                                 | 6:1                                       | 1                                         | Чемпионат Европы 2000                     |
| 6                                         | 28 февраля 2001                           | Турция                                    | 0:0                                       | —                                         | Товарищеский матч                         |

Итого: 6 матчей / пропущено 8 голов; 3 победы, 2 ничьи, 1 поражение.

## Достижения
Ливерпуль
- Обладатель Кубка УЕФА (2001)
- Обладатель Кубка Англии (2001)
- Обладатель Кубка Лиги (2001)
- Обладатель Суперкубка УЕФА (2001)
- Обладатель Суперкубка Англии (2001)

Реал Сосьедад
- Вице-чемпион Испании (2003)

## Интересные факты
27 сентября 1999 года на 77-й минуте матча мерсисайдского дерби Вестерфельд был удалён за драку с игроком «синих» Фрэнсисом Джефферсом. «Красные» уже использовали все свои замены, а потому в ворота пришлось встать ирландскому защитнику Стиву Стонтону, а не датчанину Йоргену Нильсену, который был запасным вратарём клуба в том матче.